# Lankacythere euplectella
Lankacythere euplectella is een mosselkreeftjessoort uit de familie van de Trachyleberididae. De wetenschappelijke naam van de soort is voor het eerst geldig gepubliceerd in 1869 door Brady.